# David Smith (młociarz ur. 1962)
David Smith (ur. 21 czerwca 1962 w Kingston upon Hull) – brytyjski lekkoatleta, specjalista rzutu młotem, dwukrotny medalista igrzysk Brytyjskiej Wspólnoty Narodów, olimpijczyk.

## Kariera sportowa
Na igrzyskach Wspólnoty Narodów reprezentował Anglię, a na pozostałych dużych imprezach międzynarodowych Wielką Brytanię.
Zajął 12. miejsce w rzucie młotem na mistrzostwach Europy juniorów w 1981 w Utrechcie.
Jako reprezentant Anglii zwyciężył w konkursie rzutu młotem na igrzyskach Wspólnoty Narodów w 1986 w Edynburgu, wyprzedzając Martina Girvana z Irlandii Północnej i Phila Spiveya z Australii. Odpadł w kwalifikacjach tej konkurencji na mistrzostwach Europy w 1986 w Stuttgarcie, a także na mistrzostwach świata w 1987 w Rzymie i na igrzyskach olimpijskich w 1988 w Seulu.
Zdobył srebrny medal na igrzyskach Wspólnoty Narodów w 1990 w Nowym Delhi, za Seanem Carlinem Z Australii, a przed Angusem Cooperem z Nowej Zelandii.
Był mistrzem Wielkiej Brytanii (AAA) w rzucie młotem w latach 1984–1988 oraz brązowym medalistą w 1981, 1989 i 1993. Był również mistrzem UK Championships w 1984, 1985, 1987 i 1988, wicemistrzem w 1982 oraz brązowym medalistą w 1983.
Jego rekord życiowy wynosił 77,30 m, ustanowiony 13 lipca 1985 w Londynie.
Jego syn Alex Smith był również znanym lekkoatletą młociarzem, medalistą igrzysk Wspólnoty Narodów w 2010 w Nowym Delhi i uczestnikiem igrzysk olimpijskich w 2012 w Londynie.